# Janaka (roi)
Pour les articles homonymes, voir Janaka.

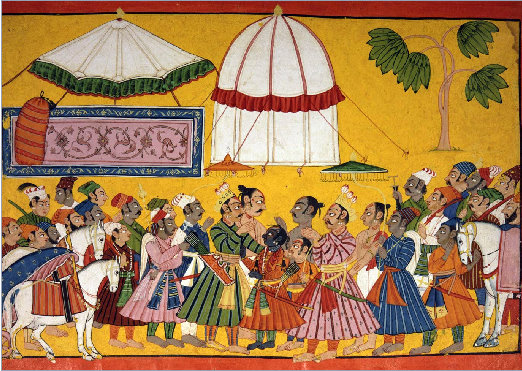
Janaka accueillant Rama et son père Dasharatha à Janakpur (peinture, vers 1700-1710).

Janaka (népalais : जनक, sanskrit : जनक, khmer : janak, kannada : ಜನಕ, télougou : జనకుఁడు, tamoul : ஜனகன், thaï : ชนก (chanok), malais : Maharisi Kala) ou Raja Janaka (राजा जनक, rājā janaka) est le nom des rois du royaume de Videha de l'Inde ancienne. Le royaume de Videha était situé au Népal à l'est de la rivière Gandaki et à l'ouest de la rivière Koshi, au nord du Gange et au sud de l'Himalaya. Aujourd'hui, cette région est divisée entre l'Inde et le Népal. 
On croit que les Maïthili et les cultures prévalentes de nos jours dans la région ont commencé leur développement durant la dynastie Janaka. Leur capitale était Janakpur. Le plus connu des Janaka est Seeradhwaj, un roi Vaishya.
Le roi Seeradhwaja Janaka apparaît dans l'épopée mythologique de langue sanskrite Ramayana. En particulier, Sītā est la fille adoptive de Janaka. Celui-ci est donc le beau-père de Rāma.

## Sources
- (en) Dictionary of Hindu Lord and Legend  (ISBN 0-500-51088-1) par Anna Dhallapiccola